# Limburgse derby (Nederland)
De Limburgse derby verwijst naar de voetbalwedstrijden tussen de vier belangrijkste clubs uit de provincie Limburg: Fortuna Sittard, MVV Maastricht, Roda JC Kerkrade en VVV-Venlo. Deze derby's zijn doordrenkt met provinciale rivaliteit en zijn van grote betekenis voor de supporters en de gemeenschappen die deze clubs vertegenwoordigen. Iedere wedstrijd tussen deze clubs wordt gezien als een prestigieuze strijd, waarbij de eer van de eigen regio op het spel staat.

## Betekenis voor de clubs

### Fortuna Sittard: De arbeidersclub
Fortuna Sittard, opgericht in 1968 na een fusie, heeft zijn wortels in de mijnwerkersgemeenschap van Sittard en omgeving. De club staat bekend om zijn harde werkethiek en nauwe band met de lokale bevolking. Fortuna heeft een intense rivaliteit met zowel MVV als Roda JC, maar de wedstrijden tegen Roda JC hebben vaak een extra laag vanwege de gedeelde mijnwerkersgeschiedenis van de regio. Voor Fortuna-supporters zijn de Limburgse derby's niet alleen een kans om de club te ondersteunen, maar ook om de gemeenschap en haar waarden te vieren.

### MVV Maastricht: De historische macht
MVV Maastricht, opgericht in 1902, is de oudste van de vier clubs en heeft zijn basis in de hoofdstad van Limburg, Maastricht. De club heeft een rijke geschiedenis en wordt gezien als een vertegenwoordiger van de oude en trotse stad. Voor MVV zijn de derby's tegen de andere Limburgse clubs momenten van grote emotionele lading, vooral de wedstrijden tegen Roda JC. De rivaliteit tussen MVV en Roda JC is vaak de meest beladen, met fans die deze wedstrijden zien als een strijd tussen het historische Maastricht en het industriële Kerkrade.

### Roda JC Kerkrade: De mijnwerkersvereniging
Roda JC Kerkrade, opgericht in 1962 na een fusie, is de club van de Zuid-Limburgse mijnstreek. Met een sterke achtergrond in de arbeidersklasse, heeft Roda JC altijd een grote schare trouwe fans gehad die de club door dik en dun steunen. De wedstrijden tegen MVV en Fortuna zijn van bijzonder belang voor Roda JC, met name de derby tegen MVV, die vaak wordt gezien als de grootste van de provincie. Voor Roda JC is het verslaan van hun Limburgse rivalen een kwestie van trots en eer voor de regio Kerkrade.

### VVV-Venlo: De Noordelijke trots
VVV-Venlo, opgericht in 1903, is de meest noordelijke van de vier Limburgse clubs. Gelegen in Venlo, heeft VVV altijd een sterke band gehad met de regio Noord-Limburg. De club heeft een geschiedenis van pieken en dalen, maar heeft een trouwe aanhang die de club door dik en dun steunt. Voor VVV zijn wedstrijden tegen de andere Limburgse clubs, vooral tegen MVV en Roda JC, van groot belang. Deze wedstrijden worden door de supporters gezien als een kans om te laten zien dat VVV de sterkste club van Limburg is, ondanks de geografische afstand tot de andere drie. Het zijn wedstrijden waar onder de supporters van VVV naartoe geleefd wordt.

## Uitslagen

### Fortuna Sittard – MVV Maastricht
| Seizoen | Competitie     | Thuisploeg      | Uitslag | Uitploeg        | Doelpuntenmakers                                                | Doelpuntenmakers                                                                          |
| Seizoen | Competitie     | Thuisploeg      | Uitslag | Uitploeg        | Thuisploeg                                                      | Uitploeg                                                                                  |
| ------- | -------------- | --------------- | ------- | --------------- | --------------------------------------------------------------- | ----------------------------------------------------------------------------------------- |
| 1968/69 | Eredivisie     | Fortuna SC      | 0–0     | MVV             |                                                                 |                                                                                           |
| 1968/69 | Eredivisie     | MVV             | 1–0     | Fortuna SC      | Ivan Mráz                                                       |                                                                                           |
| 1976/77 | Eerste divisie | MVV             | 4–1     | Fortuna SC      | Willy Brokamp (3x), Gerrie Schrijnemakers                       | Hans Engbersen                                                                            |
| 1976/77 | Eerste divisie | Fortuna SC      | 2–2     | MVV             | Hans Engbersen (2x)                                             | Jo Quaden, Jo Bonfrère                                                                    |
| 1977/78 | Eerste divisie | MVV             | 1–1     | Fortuna SC      | Janusz Kowalik                                                  | Jean Colombain                                                                            |
| 1977/78 | Eerste divisie | Fortuna SC      | 2–2     | MVV             | Jaap van den Berg, Jean Colombain                               | Johan Dijkstra, Bobby Vosmaer                                                             |
| 1984/85 | Eredivisie     | Fortuna Sittard | 1–2     | MVV             | Wim Koevermans                                                  | Adri van Staveren, Bert van Marwijk                                                       |
| 1984/85 | Eredivisie     | MVV             | 1–0     | Fortuna Sittard | Huub Driessen                                                   |                                                                                           |
| 1985/86 | Eredivisie     | MVV             | 1–1     | Fortuna Sittard | Huub Smeets                                                     | John Linford                                                                              |
| 1985/86 | Eredivisie     | Fortuna Sittard | 3–2     | MVV             | Wilbert Suvrijn, Wout Holverda, Anne Evers                      | Toine van Mierlo, Erik-Jan van den Boogaard                                               |
| 1988/89 | Eredivisie     | MVV             | 2–1     | Fortuna Sittard | Alfons Arts, Huub Driessen                                      | Reginald Thal (e.d.)                                                                      |
| 1988/89 | Eredivisie     | Fortuna Sittard | 1–1     | MVV             | Henk Duut                                                       | Coen Quaden                                                                               |
| 1989/90 | Eredivisie     | Fortuna Sittard | 1–1     | MVV             | Henk Duut                                                       | Roberto Lanckohr                                                                          |
| 1989/90 | Eredivisie     | MVV             | 1–1     | Fortuna Sittard | Roberto Lanckohr                                                | Mark Farrington                                                                           |
| 1990/91 | Eredivisie     | Fortuna Sittard | 1–1     | MVV             | Aziz Doufikar                                                   | Maurice Hofman                                                                            |
| 1990/91 | Eredivisie     | MVV             | 1–1     | Fortuna Sittard | Rob Delahaije                                                   | Richard Sneekes                                                                           |
| 1991/92 | Eredivisie     | MVV             | 0–0     | Fortuna Sittard |                                                                 |                                                                                           |
| 1991/92 | Eredivisie     | Fortuna Sittard | 0–0     | MVV             |                                                                 |                                                                                           |
| 1992/93 | Eredivisie     | Fortuna Sittard | 1–1     | MVV             | Huub Driessen                                                   | Hans Visser                                                                               |
| 1992/93 | Eredivisie     | MVV             | 5–0     | Fortuna Sittard | Twan Scheepers (2x), Erik Meijer (2x), John Franssen            |                                                                                           |
| 1995/96 | KNVB Beker     | MVV             | 3–0     | Fortuna Sittard | Yvo Joordens (2x), Sacha van Wissen                             |                                                                                           |
| 1996/97 | KNVB Beker     | MVV             | 1–1     | Fortuna Sittard | Bob Mulder                                                      | Mark Burke                                                                                |
| 1997/98 | Eredivisie     | Fortuna Sittard | 4–1     | MVV             | Ronald Hamming, Ruud Kool, Mark Burke, Roberto Lanckohr         | Émerson                                                                                   |
| 1997/98 | Eredivisie     | MVV             | 1–4     | Fortuna Sittard | Wilfred Bouma                                                   | Ronald Hamming (2x), Roel Janssen (e.d.), Regillio Simons                                 |
| 1998/99 | Eredivisie     | Fortuna Sittard | 0–1     | MVV             |                                                                 | Émerson                                                                                   |
| 1998/99 | Eredivisie     | MVV             | 3–3     | Fortuna Sittard | Jeroen Heubach, Kenneth Pérez, Denny Landzaat                   | Marco Heering, Ronald Hamming, Ruud Kool                                                  |
| 1999/00 | Eredivisie     | MVV             | 1–0     | Fortuna Sittard | Thomas Caers                                                    |                                                                                           |
| 1999/00 | Eredivisie     | Fortuna Sittard | 3–1     | MVV             | Dennis Gerritsen (2x), Matthew Amoah                            | John Mutsaers                                                                             |
| 2001/02 | KNVB Beker     | Fortuna Sittard | 3–1     | MVV             | Ronald Hamming, Pascal Averdijk, Dennis Gerritsen               | John Mutsaers                                                                             |
| 2002/03 | Eerste divisie | MVV             | 0–0     | Fortuna Sittard |                                                                 |                                                                                           |
| 2002/03 | Eerste divisie | Fortuna Sittard | 0–0     | MVV             |                                                                 |                                                                                           |
| 2003/04 | Eerste divisie | MVV             | 2–2     | Fortuna Sittard | Fabio Caracciolo, Mehmet Akyıl                                  | Geert Brusselers, Harrie Gommans                                                          |
| 2003/04 | Eerste divisie | Fortuna Sittard | 1–2     | MVV             | Georges Tychon                                                  | Fabio Caracciolo, Drazen Brnčić                                                           |
| 2004/05 | Eerste divisie | MVV             | 3–0     | Fortuna Sittard | Michel Kruijer, Kristof Aelbrecht, Ibad Muhamadu                |                                                                                           |
| 2004/05 | Eerste divisie | Fortuna Sittard | 4–1     | MVV             | Dirk Jan Derksen (2x), Aziz Moutawakil, Tom Daemen              | Ibad Muhamadu                                                                             |
| 2005/06 | Eerste divisie | Fortuna Sittard | 1–1     | MVV             | Lionel Lord                                                     | Fabio Caracciolo                                                                          |
| 2005/06 | Eerste divisie | MVV             | 3–1     | Fortuna Sittard | Mark Luijpers, Damien Miceli, Drazen Brnčić                     | Tom Daemen                                                                                |
| 2006/07 | Eerste divisie | MVV             | 2–1     | Fortuna Sittard | Harrie Gommans (2x)                                             | Emrullah Güvenç                                                                           |
| 2006/07 | Eerste divisie | Fortuna Sittard | 0–0     | MVV             |                                                                 |                                                                                           |
| 2007/08 | Eerste divisie | MVV             | 4–1     | Fortuna Sittard | Gunter Thiebaut (2x), Philipp Haastrup, Joep op den Kamp (e.d.) | Jürgen Heinrichs                                                                          |
| 2007/08 | Eerste divisie | Fortuna Sittard | 0–7     | MVV             |                                                                 | Gunter Thiebaut (2x), Jo Vermast (2x), Rick Geenen (e.d.), Robert van Boxel, Daniel Gomez |
| 2008/09 | Eerste divisie | MVV             | 0–2     | Fortuna Sittard |                                                                 | Nico Vanek, Danny Schreurs                                                                |
| 2008/09 | Eerste divisie | Fortuna Sittard | 3–2     | MVV             | Danny Schreurs (2x), Charlie van den Ouweland                   | Gideon Boateng, Gunter Thiebaut                                                           |
| 2009/10 | Eerste divisie | Fortuna Sittard | 2–0     | MVV             | Rick Geenen, Ramon Voorn                                        |                                                                                           |
| 2009/10 | Eerste divisie | MVV             | 2–1     | Fortuna Sittard | Bryan Linssen, Ömer Kulga                                       | Harrie Gommans                                                                            |
| 2010/11 | Eerste divisie | MVV Maastricht  | 2–1     | Fortuna Sittard | Tom Daemen, Malcolm Esajas                                      | Anthony Di Lallo                                                                          |
| 2010/11 | Eerste divisie | Fortuna Sittard | 0–0     | MVV Maastricht  |                                                                 |                                                                                           |
| 2011/12 | Eerste divisie | MVV Maastricht  | 3–1     | Fortuna Sittard | Sjoerd Winkens, Bryan Smeets, Michael la Rosa                   | Danny Hoesen                                                                              |
| 2011/12 | Eerste divisie | Fortuna Sittard | 2–0     | MVV Maastricht  | Danny Hoesen, Ramon Voorn                                       |                                                                                           |
| 2012/13 | Eerste divisie | Fortuna Sittard | 1–2     | MVV Maastricht  | Patrick N'Koyi                                                  | Antonio Stankov, Danny Schreurs                                                           |
| 2012/13 | Eerste divisie | MVV Maastricht  | 0–0     | Fortuna Sittard |                                                                 |                                                                                           |
| 2013/14 | Eerste divisie | Fortuna Sittard | 0–1     | MVV Maastricht  |                                                                 | Maic Sema                                                                                 |
| 2013/14 | Eerste divisie | MVV Maastricht  | 3–3     | Fortuna Sittard | Danny Schreurs (2x), Marco Ospitalieri                          | Aziz Khalouta (2x), Jeffrey Vlug                                                          |
| 2014/15 | Eerste divisie | MVV Maastricht  | 0–1     | Fortuna Sittard |                                                                 | Roel Janssen                                                                              |
| 2014/15 | Eerste divisie | Fortuna Sittard | 0–3     | MVV Maastricht  |                                                                 | Davy Brouwers, Stef Peeters, Jordy Croux                                                  |
| 2015/16 | Eerste divisie | MVV Maastricht  | 1–3     | Fortuna Sittard | Roel Janssen (e.d.)                                             | Lars Hutten, Muhammed Mert, Ferry de Regt                                                 |
| 2015/16 | Eerste divisie | Fortuna Sittard | 1–2     | MVV Maastricht  | Ferry de Regt                                                   | Pieter Nys, Roel Janssen (e.d.)                                                           |
| 2016/17 | Eerste divisie | Fortuna Sittard | 2–3     | MVV Maastricht  | Roald van Hout, Jorrit Smeets                                   | Thomas Verheydt (2x), Pieter Nys                                                          |
| 2016/17 | Eerste divisie | MVV Maastricht  | 1–1     | Fortuna Sittard | Patrick N'Koyi                                                  | Emrah Başsan                                                                              |
| 2017/18 | Eerste divisie | MVV Maastricht  | 1–2     | Fortuna Sittard | Jonathan Okita                                                  | Lisandro Semedo, André Vidigal                                                            |
| 2017/18 | Eerste divisie | Fortuna Sittard | 3–0     | MVV Maastricht  | Djibril Dianessy, Lisandro Semedo, Stefan Aškovski              |                                                                                           |

#### Wedstrijdstatistieken
| Wedstrijdstatistieken | Wedstrijdstatistieken | Wedstrijdstatistieken | Wedstrijdstatistieken | Wedstrijdstatistieken | Wedstrijdstatistieken | Wedstrijdstatistieken |
| Competitie            | Wedst.                | FOR                   | Gelijk                | MVV                   | DFOR                  | DMVV                  |
| --------------------- | --------------------- | --------------------- | --------------------- | --------------------- | --------------------- | --------------------- |
| Eredivisie            | 22                    | 4                     | 11                    | 7                     | 25                    | 29                    |
| Eerste divisie        | 36                    | 9                     | 12                    | 15                    | 40                    | 66                    |
| KNVB Beker            | 3                     | 1                     | 1                     | 1                     | 4                     | 5                     |
| TOTAAL                | 61                    | 14                    | 24                    | 23                    | 69                    | 100                   |

### Fortuna Sittard – VVV-Venlo
| Seizoen | Competitie     | Thuisploeg      | Uitslag | Uitploeg        | Doelpuntenmakers                                                                            | Doelpuntenmakers                                                                |
| Seizoen | Competitie     | Thuisploeg      | Uitslag | Uitploeg        | Thuisploeg                                                                                  | Uitploeg                                                                        |
| ------- | -------------- | --------------- | ------- | --------------- | ------------------------------------------------------------------------------------------- | ------------------------------------------------------------------------------- |
| 1971/72 | Eerste divisie | FC VVV          | 2–0     | Fortuna SC      | Harrie Heijnen (2x)                                                                         |                                                                                 |
| 1971/72 | Eerste divisie | Fortuna SC      | 2–0     | FC VVV          | Wim Bohnen, Joop Titaley                                                                    |                                                                                 |
| 1972/73 | Eerste divisie | Fortuna SC      | 0–0     | FC VVV          |                                                                                             |                                                                                 |
| 1972/73 | Eerste divisie | FC VVV          | 2–1     | Fortuna SC      | Harrie Heijnen, Jacques Hermans                                                             | Jan Benen                                                                       |
| 1973/74 | Eerste divisie | Fortuna SC      | 3–1     | FC VVV          | Bart Stovers, Wim Bohnen, Peter Prauser                                                     | Joop de Klerk                                                                   |
| 1973/74 | Eerste divisie | FC VVV          | 0–0     | Fortuna SC      |                                                                                             |                                                                                 |
| 1974/75 | Eerste divisie | FC VVV          | 1–2     | Fortuna SC      | Huub Vercoulen                                                                              | Peter Prauser (2x)                                                              |
| 1974/75 | Eerste divisie | Fortuna SC      | 1–1     | FC VVV          | Peter Prauser                                                                               | Mikan Jovanović                                                                 |
| 1975/76 | Eerste divisie | Fortuna SC      | 0–1     | FC VVV          |                                                                                             | Marinus van Dinter                                                              |
| 1975/76 | Eerste divisie | FC VVV          | 0–0     | Fortuna SC      |                                                                                             |                                                                                 |
| 1975/76 | Nacompetitie   | Fortuna SC      | 2–0     | FC VVV          | Peter Prauser (2x)                                                                          |                                                                                 |
| 1975/76 | Nacompetitie   | FC VVV          | 2–1     | Fortuna SC      | Stefan Kurcinac, Jan Verbong                                                                | Joop Titaley                                                                    |
| 1979/80 | Eerste divisie | Fortuna Sittard | 0–2     | FC VVV          |                                                                                             | Frans Nijssen, Mikan Jovanović                                                  |
| 1979/80 | Eerste divisie | FC VVV          | 0–0     | Fortuna Sittard |                                                                                             |                                                                                 |
| 1980/81 | Eerste divisie | FC VVV          | 4–3     | Fortuna Sittard | Stefan Kurcinac, Mario Verlijsdonk, Henk Janssen, Hans Coort                                | Peter van de Ven (2x), Theo van Well                                            |
| 1980/81 | Eerste divisie | Fortuna Sittard | 0–3     | FC VVV          |                                                                                             | Henk Janssen (2x), Hans Billekens                                               |
| 1981/82 | Eerste divisie | Fortuna Sittard | 5–3     | FC VVV          | Huub Smeets, Wim Koevermans, Hans Zuidersma, Mario Eleveld, Theo van Well                   | Ger van Rosmalen, Willy Bothmer, Mario Verlijsdonk                              |
| 1981/82 | Eerste divisie | FC VVV          | 1–3     | Fortuna Sittard | John Taihuttu                                                                               | Huub Smeets (2x), Tiny Ruijs                                                    |
| 1985/86 | Eredivisie     | VVV             | 0–3     | Fortuna Sittard |                                                                                             | John Linford (2x), Wout Holverda                                                |
| 1985/86 | Eredivisie     | Fortuna Sittard | 1–1     | VVV             | Arthur Hoyer                                                                                | Ger van Rosmalen                                                                |
| 1986/87 | Eredivisie     | Fortuna Sittard | 0–0     | VVV             |                                                                                             |                                                                                 |
| 1986/87 | Eredivisie     | VVV             | 1–1     | Fortuna Sittard | Jos Luhukay                                                                                 | Sigi Lens                                                                       |
| 1986/87 | KNVB Beker     | VVV             | 1–2     | Fortuna Sittard | Remy Reijnierse                                                                             | Frans Thijssen, John Linford                                                    |
| 1987/88 | Eredivisie     | Fortuna Sittard | 1–1     | VVV             | Anne Evers                                                                                  | John Lammers                                                                    |
| 1987/88 | Eredivisie     | VVV             | 3–1     | Fortuna Sittard | Raymond Libregts, Jos Luhukay, Remy Reijnierse                                              | Wim Koevermans                                                                  |
| 1988/89 | Eredivisie     | VVV             | 1–2     | Fortuna Sittard | Jos Luhukay                                                                                 | Sigi Lens, Richard de Vries                                                     |
| 1988/89 | Eredivisie     | Fortuna Sittard | 1–0     | VVV             | Henk Duut                                                                                   |                                                                                 |
| 1991/92 | Eredivisie     | Fortuna Sittard | 0–1     | VVV             |                                                                                             | Juno Verberne                                                                   |
| 1991/92 | Eredivisie     | VVV             | 1–4     | Fortuna Sittard | Michel Haan                                                                                 | Marco Boogers (2x), Anton Janssen, Jos Mordang                                  |
| 1994/95 | Eerste divisie | VVV             | 0–1     | Fortuna Sittard |                                                                                             | Urvin Lee                                                                       |
| 1994/95 | Eerste divisie | Fortuna Sittard | 2–0     | VVV             | Roland Vroomans (2x)                                                                        |                                                                                 |
| 1995/96 | KNVB Beker     | VVV             | 0–0 nv  | Fortuna Sittard | wint na strafschoppen (4-3)                                                                 |                                                                                 |
| 1997/98 | KNVB Beker     | VVV             | 0–2     | Fortuna Sittard |                                                                                             | Michael Jeffrey, Patrick Paauwe                                                 |
| 2002/03 | KNVB Beker     | VVV             | 1–0     | Fortuna Sittard | Bas Jacobs                                                                                  |                                                                                 |
| 2002/03 | Eerste divisie | VVV             | 0–0     | Fortuna Sittard |                                                                                             |                                                                                 |
| 2002/03 | Eerste divisie | Fortuna Sittard | 2–3     | VVV             | Ronald Hamming, Paul Janssen                                                                | Bernard Hofstede, Bas Jacobs, Rob Zegers                                        |
| 2003/04 | Eerste divisie | VVV-Venlo       | 7–0     | Fortuna Sittard | Martijn van Galen (3x), Marcel Meeuwis, John van Loenhout, Tom Timmermans, Bernard Hofstede |                                                                                 |
| 2003/04 | Eerste divisie | Fortuna Sittard | 1–4     | VVV-Venlo       | Joos van Barneveld                                                                          | Gijs Cales, Bas Jacobs, Martijn van Galen, Tom Timmermans                       |
| 2004/05 | Eerste divisie | Fortuna Sittard | 2–5     | VVV-Venlo       | Dave Zafarin, Dirk Jan Derksen                                                              | Paul Jans (2x), Bas Jacobs, Marcel Meeuwis, Bernard Hofstede                    |
| 2004/05 | Eerste divisie | VVV-Venlo       | 2–0     | Fortuna Sittard | Luwamo Garcia, Paul Jans                                                                    |                                                                                 |
| 2005/06 | Eerste divisie | Fortuna Sittard | 0–2     | VVV-Venlo       |                                                                                             | Luizinho, Rik Platvoet                                                          |
| 2005/06 | Eerste divisie | VVV-Venlo       | 1–1     | Fortuna Sittard | Paul Jans                                                                                   | Wasiu Taiwo                                                                     |
| 2006/07 | Eerste divisie | Fortuna Sittard | 0–2     | VVV-Venlo       |                                                                                             | Roel Buikema, Ekrem Kahya                                                       |
| 2006/07 | Eerste divisie | VVV-Venlo       | 3–1     | Fortuna Sittard | Rachid Ofrany, Leon Kantelberg, Willem Janssen                                              | Florencio Cornelia                                                              |
| 2008/09 | Eerste divisie | VVV-Venlo       | 2–0     | Fortuna Sittard | Keisuke Honda (2x)                                                                          |                                                                                 |
| 2008/09 | Eerste divisie | Fortuna Sittard | 0–1     | VVV-Venlo       |                                                                                             | Keisuke Honda                                                                   |
| 2013/14 | Eerste divisie | VVV-Venlo       | 1–1     | Fortuna Sittard | Jules Reimerink                                                                             | Patrick N'Koyi                                                                  |
| 2013/14 | Eerste divisie | Fortuna Sittard | 2–1     | VVV-Venlo       | Patrick N'Koyi (2x)                                                                         | Randy Wolters                                                                   |
| 2014/15 | Eerste divisie | VVV-Venlo       | 0–0     | Fortuna Sittard |                                                                                             |                                                                                 |
| 2014/15 | Eerste divisie | Fortuna Sittard | 1–1     | VVV-Venlo       | Roel Janssen                                                                                | Melvin Platje                                                                   |
| 2015/16 | Eerste divisie | Fortuna Sittard | 0–5     | VVV-Venlo       |                                                                                             | Ralf Seuntjens (2x), Dennis Dengering (e.d.), Vito van Crooij, Gianluca Nijholt |
| 2015/16 | Eerste divisie | VVV-Venlo       | 4–1     | Fortuna Sittard | Johnatan Opoku, Leandro Resida, Torino Hunte, Jerold Promes                                 | Youri Loen                                                                      |
| 2016/17 | Eerste divisie | Fortuna Sittard | 2–0     | VVV-Venlo       | Aziz Khalouta, Roald van Hout                                                               |                                                                                 |
| 2016/17 | Eerste divisie | VVV-Venlo       | 4–1     | Fortuna Sittard | Ralf Seuntjens (3x), Vito van Crooij                                                        | Emrah Başsan                                                                    |
| 2018/19 | Eredivisie     | VVV-Venlo       | 3–2     | Fortuna Sittard | Peniel Mlapa (2x), Ralf Seuntjens                                                           | Finn Stokkers, André Vidigal                                                    |
| 2018/19 | Eredivisie     | Fortuna Sittard | 1–1     | VVV-Venlo       | Andrija Novakovich                                                                          | Jay-Roy Grot                                                                    |
| 2019/20 | Eredivisie     | Fortuna Sittard | 4–1     | VVV-Venlo       | Mark Diemers (3x), Amadou Ciss                                                              | Johnatan Opoku                                                                  |
| 2019/20 | Eredivisie     | VVV-Venlo       | 0–0     | Fortuna Sittard |                                                                                             |                                                                                 |
| 2020/21 | Eredivisie     | Fortuna Sittard | 3–2     | VVV-Venlo       | Zian Flemming, Mats Seuntjens, Ben Rienstra                                                 | Giorgos Giakoumakis, Torino Hunte                                               |
| 2020/21 | Eredivisie     | VVV-Venlo       | 1–3     | Fortuna Sittard | Giorgos Giakoumakis                                                                         | Lisandro Semedo, Mats Seuntjens, Zian Flemming                                  |

#### Wedstrijdstatistieken
| Wedstrijdstatistieken | Wedstrijdstatistieken | Wedstrijdstatistieken | Wedstrijdstatistieken | Wedstrijdstatistieken | Wedstrijdstatistieken | Wedstrijdstatistieken |
| Competitie            | Wedst.                | FOR                   | Gelijk                | VVV                   | DFOR                  | DVVV                  |
| --------------------- | --------------------- | --------------------- | --------------------- | --------------------- | --------------------- | --------------------- |
| Eredivisie            | 16                    | 7                     | 6                     | 3                     | 27                    | 17                    |
| Eerste divisie        | 38                    | 9                     | 10                    | 19                    | 38                    | 69                    |
| KNVB Beker            | 4                     | 2                     | 0                     | 2                     | 4                     | 5                     |
| Nacompetitie          | 2                     | 1                     | 0                     | 1                     | 4                     | 5                     |
| TOTAAL                | 60                    | 19                    | 16                    | 25                    | 70                    | 92                    |

### MVV Maastricht – Roda JC Kerkrade
| Seizoen | Competitie     | Thuisploeg       | Uitslag | Uitploeg         | Doelpuntenmakers                                                   | Doelpuntenmakers                                           |
| Seizoen | Competitie     | Thuisploeg       | Uitslag | Uitploeg         | Thuisploeg                                                         | Uitploeg                                                   |
| ------- | -------------- | ---------------- | ------- | ---------------- | ------------------------------------------------------------------ | ---------------------------------------------------------- |
| 1963/64 | KNVB Beker     | Roda JC          | 2–1 nv  | MVV              | Tijn van Lier, Pierre Kusters                                      | Mat Loo                                                    |
| 1965/66 | KNVB Beker     | Roda JC          | 0–1     | MVV              |                                                                    | Werner Weigel                                              |
| 1967/68 | KNVB Beker     | Roda JC          | 2–2     | MVV              | Uwe Blotenberg (2x)                                                | Willy Brokamp, Zef Geurten                                 |
| 1973/74 | Eredivisie     | Roda JC          | 1–2     | MVV              | Stanley Bish                                                       | Cor Pot, Gerard Hoenen                                     |
| 1973/74 | Eredivisie     | MVV              | 4–1     | Roda JC          | Jo Bonfrère, Bram Braam, Frank Kramer, Cor Pot                     | Sjef Blatter                                               |
| 1973/74 | Eredivisie     | MVV              | 3–2     | Roda JC          | Gerrie Kleton, Jan Streuer, Juha-Pekka Laine                       | Stanley Bish (2x)                                          |
| 1973/74 | Eredivisie     | Roda JC          | 0–3     | MVV              |                                                                    | Huub Smeets, John Pfeiffer (e.d.), Jan Streuer             |
| 1975/76 | Eredivisie     | MVV              | 0–2     | Roda JC          |                                                                    | Pierre Vermeulen, Jo Körver                                |
| 1975/76 | Eredivisie     | Roda JC          | 2–0     | MVV              | Gerard van der Lem, Pierre Vermeulen                               |                                                            |
| 1978/79 | Eredivisie     | Roda JC          | 3–0     | MVV              | Theo de Jong (2x), Adrie Koster                                    |                                                            |
| 1978/79 | Eredivisie     | MVV              | 0–3     | Roda JC          |                                                                    | Sten Ziegler, Theo de Jong, Pierre Vermeulen               |
| 1979/80 | Eredivisie     | MVV              | 4–1     | Roda JC          | Jo Quaden, Marcel Adam, Cees Schapendonk, Bert van Marwijk         | Dick Nanninga                                              |
| 1979/80 | Eredivisie     | Roda JC          | 4–0     | MVV              | Pierre Vermeulen (2x), Allan Nielsen, Dick Nanninga                |                                                            |
| 1980/81 | Eredivisie     | MVV              | 2–1     | Roda JC          | Willy van Bommel, Cees Schapendonk                                 | Theo de Jong                                               |
| 1980/81 | Eredivisie     | Roda JC          | 2–5     | MVV              | Gène Hanssen, René Hofman                                          | Bert van Marwijk (2x), Cees Schapendonk (2x), Matty Dassen |
| 1981/82 | Eredivisie     | Roda JC          | 2–2     | MVV              | John Eriksen, Leo Ehlen                                            | Cees Schapendonk, Adri van Staveren                        |
| 1981/82 | Eredivisie     | MVV              | 1–2     | Roda JC          | Cees Schapendonk                                                   | Søren Busk (e.d.), Martin van Geel                         |
| 1984/85 | Eredivisie     | Roda JC          | 2–2     | MVV              | René Trost, Peter van de Ven                                       | Dick Nanninga, Eric van der Luer                           |
| 1984/85 | Eredivisie     | MVV              | 0–1     | Roda JC          |                                                                    | René Hofman                                                |
| 1985/86 | Eredivisie     | MVV              | 1–1     | Roda JC          | Huub Smeets                                                        | Ron Jans                                                   |
| 1985/86 | Eredivisie     | Roda JC          | 3–0     | MVV              | Martin van Geel (2x), Peter van de Ven                             |                                                            |
| 1988/89 | Eredivisie     | Roda JC          | 1–1     | MVV              | Silvio Diliberto                                                   | Raymond van den Boorn                                      |
| 1988/89 | Eredivisie     | MVV              | 2–1     | Roda JC          | Guy François, Rob Delahaije                                        | Michel Boerebach                                           |
| 1989/90 | Eredivisie     | Roda JC          | 3–2     | MVV              | Peter van der Waart, Henk Fraser, Alfons Groenendijk               | René Trost (e.d.), John van Loen (e.d.)                    |
| 1989/90 | Eredivisie     | MVV              | 1–1     | Roda JC          | Hans Vincent                                                       | Peter van der Waart                                        |
| 1990/91 | Eredivisie     | MVV              | 1–2     | Roda JC          | Edwin van Berge Henegouwen                                         | Graham Arnold, Michel Haan                                 |
| 1990/91 | Eredivisie     | Roda JC          | 1–0     | MVV              | Michel Haan                                                        |                                                            |
| 1991/92 | Eredivisie     | Roda JC          | 0–2     | MVV              |                                                                    | Hans Visser, Reginald Thal                                 |
| 1991/92 | Eredivisie     | MVV              | 0–2     | Roda JC          |                                                                    | Graham Arnold, René Hofman                                 |
| 1992/93 | Eredivisie     | MVV              | 2–1     | Roda JC          | Raymond Libregts, Erik Meijer                                      | Eric van der Luer                                          |
| 1992/93 | Eredivisie     | Roda JC          | 0–0     | MVV              |                                                                    |                                                            |
| 1993/94 | Eredivisie     | Roda JC          | 4–1     | MVV              | Peter Hofstede (2x), Eric van der Luer, Max Huiberts               | Roger Knarren                                              |
| 1993/94 | Eredivisie     | MVV              | 1–0     | Roda JC          | Roberto Lanckohr                                                   |                                                            |
| 1994/95 | Eredivisie     | MVV              | 1–1     | Roda JC          | Richard Roelofsen                                                  | Rob Delahaije (e.d.)                                       |
| 1994/95 | Eredivisie     | Roda JC          | 4–0     | MVV              | Arno Doomernik, Johan de Kock, Max Huiberts, Dirk Jan Derksen      |                                                            |
| 1997/98 | Eredivisie     | MVV              | 1–2     | Roda JC          | Wilfred Bouma                                                      | Ger Senden, Regillio Vrede                                 |
| 1997/98 | Eredivisie     | Roda JC          | 3–0     | MVV              | Gábor Torma (2x), Garba Lawal                                      |                                                            |
| 1998/99 | Eredivisie     | Roda JC          | 2–1     | MVV              | Marc Nygaard, Eric van der Luer                                    | Yvo Joordens                                               |
| 1998/99 | Eredivisie     | MVV              | 0–0     | Roda JC          |                                                                    |                                                            |
| 1999/00 | Eredivisie     | Roda JC          | 3–1     | MVV              | Bernard Tchoutang, Dave Zafarin, Garba Lawal                       | Wasiu Taiwo                                                |
| 1999/00 | Eredivisie     | MVV              | 0–0     | Roda JC          |                                                                    |                                                            |
| 2002/03 | KNVB Beker     | Roda JC          | 3–1     | MVV              | Kevin van Dessel, Cristiano Dos Santos Rodrigues, Fredrik Berglund | Wasiu Taiwo                                                |
| 2014/15 | Eerste divisie | Roda JC Kerkrade | 2–0     | MVV Maastricht   | Marc Höcher, Ard van Peppen                                        |                                                            |
| 2014/15 | Eerste divisie | MVV Maastricht   | 3–1     | Roda JC Kerkrade | Stef Peeters, Bryan Smeets, Davy Brouwers                          | Anco Jansen                                                |
| 2016/17 | Play-offs      | MVV Maastricht   | 0–0     | Roda JC Kerkrade |                                                                    |                                                            |
| 2016/17 | Play-offs      | Roda JC Kerkrade | 1–0     | MVV Maastricht   | Daryl Werker                                                       |                                                            |
| 2018/19 | Eerste divisie | MVV Maastricht   | 2–0     | Roda JC Kerkrade | Joeri Schroijen, Marnick Vermijl                                   |                                                            |
| 2018/19 | Eerste divisie | Roda JC Kerkrade | 2–2     | MVV Maastricht   | Livio Milts, Mart Remans                                           | Anthony van den Hurk, Jordy Croux                          |
| 2019/20 | Eerste divisie | MVV Maastricht   | 1–0     | Roda JC Kerkrade | Serhat Kot                                                         |                                                            |
| 2019/20 | Eerste divisie | Roda JC Kerkrade | 2–2     | MVV Maastricht   | Roland Alberg, Iké Ugbo                                            | Joeri Schroijen, Koen Kostons                              |
| 2020/21 | Eerste divisie | Roda JC Kerkrade | 2–0     | MVV Maastricht   | Danny Bakker, Roland Alberg                                        |                                                            |
| 2020/21 | Eerste divisie | MVV Maastricht   | 2–4     | Roda JC Kerkrade | Jérôme Déom, Joy-Lance Mickels                                     | Richard Jensen (2x), Patrick Pflücke, Fabian Serrarens     |
| 2021/22 | Eerste divisie | MVV Maastricht   | 1–1     | Roda JC Kerkrade | Mitchy Ntelo                                                       | Xian Emmers                                                |
| 2021/22 | Eerste divisie | Roda JC Kerkrade | 1–0     | MVV Maastricht   | Patrick Pflücke                                                    |                                                            |
| 2022/23 | Eerste divisie | MVV Maastricht   | 1–1     | Roda JC Kerkrade | Jarne Steuckers                                                    | Romano Postema                                             |
| 2022/23 | Eerste divisie | Roda JC Kerkrade | 2–1     | MVV Maastricht   | Nils Röseler, Terrence Douglas                                     | Matteo Waem                                                |
| 2023/24 | Eerste divisie | Roda JC Kerkrade | 1–0     | MVV Maastricht   | Lennerd Daneels                                                    |                                                            |
| 2023/24 | Eerste divisie | MVV Maastricht   | 0–3     | Roda JC Kerkrade |                                                                    | Arjen van der Heide (2x), Václav Sejk                      |
| 2024/25 | Eerste divisie | Roda JC Kerkrade | 1–0     | MVV Maastricht   | Orhan Džepar                                                       |                                                            |
| 2024/25 | Eerste divisie | MVV Maastricht   | 3–2     | Roda JC Kerkrade | Camil Mmaee (2x), Sven Braken                                      | Lucas Beerten, Thibo Baeten                                |
| 2025/26 | Eerste divisie | MVV Maastricht   | n.n.b.  | Roda JC Kerkrade |                                                                    |                                                            |
| 2025/26 | Eerste divisie | Roda JC Kerkrade | n.n.b.  | MVV Maastricht   |                                                                    |                                                            |

#### Wedstrijdstatistieken
| Wedstrijdstatistieken | Wedstrijdstatistieken | Wedstrijdstatistieken | Wedstrijdstatistieken | Wedstrijdstatistieken | Wedstrijdstatistieken | Wedstrijdstatistieken |
| Competitie            | Wedst.                | MVV                   | Gelijk                | RJC                   | DMVV                  | DRJC                  |
| --------------------- | --------------------- | --------------------- | --------------------- | --------------------- | --------------------- | --------------------- |
| Eredivisie            | 38                    | 11                    | 9                     | 18                    | 46                    | 64                    |
| Eerste divisie        | 16                    | 4                     | 4                     | 8                     | 18                    | 25                    |
| KNVB Beker            | 4                     | 1                     | 1                     | 2                     | 5                     | 7                     |
| Play-off              | 2                     | 0                     | 1                     | 1                     | 0                     | 1                     |
| TOTAAL                | 60                    | 16                    | 15                    | 29                    | 69                    | 97                    |

### MVV Maastricht – VVV-Venlo
| Seizoen | Competitie     | Thuisploeg     | Uitslag | Uitploeg       | Doelpuntenmakers                                                                    | Doelpuntenmakers                                                           |
| Seizoen | Competitie     | Thuisploeg     | Uitslag | Uitploeg       | Thuisploeg                                                                          | Uitploeg                                                                   |
| ------- | -------------- | -------------- | ------- | -------------- | ----------------------------------------------------------------------------------- | -------------------------------------------------------------------------- |
| 1911/12 | Tweede klasse  | MVV            | 2–0     | VVV            | Verich, Onbekend                                                                    |                                                                            |
| 1911/12 | Tweede klasse  | VVV            | 2–2     | MVV            | Theo Buskes, Jac Drost                                                              | Onbekend, Onbekend                                                         |
| 1912/13 | Tweede klasse  | MVV            | 3–0     | VVV            | Jenne Ulrich, Van Aubel, Severijns                                                  |                                                                            |
| 1912/13 | Tweede klasse  | VVV            | 2–1     | MVV            | Jac Drost, Frans Vullinghs                                                          | Colenbrander                                                               |
| 1913/14 | Eerste klasse  | MVV            | 3–1     | VVV            | Jenne Ulrich (2x), Etty                                                             | Frans Vullinghs                                                            |
| 1913/14 | Eerste klasse  | VVV            | 0–2     | MVV            |                                                                                     | Jenne Ulrich, Jan Boerma                                                   |
| 1915/16 | Eerste klasse  | VVV            | 0–1     | MVV            |                                                                                     | Jan Boerma                                                                 |
| 1915/16 | Eerste klasse  | MVV            | 3–0     | VVV            | Jan Boerma (2x), Batta                                                              |                                                                            |
| 1915/16 | KNVB Beker     | MVV            | 3–1     | VVV            | Jan Boerma, Frans Gilissen, Meesters                                                | Onbekend                                                                   |
| 1916/17 | Eerste klasse  | VVV            | 1–4     | MVV            | Jan Tilmanns                                                                        | Onbekend, Onbekend, Onbekend, Onbekend                                     |
| 1916/17 | Eerste klasse  | MVV            | 6–1     | VVV            | Jan Boerma (2x), Ensingh (2x), Jenne Ulrich, Haenen                                 | Onbekend                                                                   |
| 1917/18 | Eerste klasse  | VVV            | 1–1     | MVV            | Onbekend                                                                            | Onbekend                                                                   |
| 1917/18 | Eerste klasse  | MVV            | 2–1     | VVV            | Ronda, Frans Gilissen                                                               | Frans Vullinghs                                                            |
| 1918/19 | Eerste klasse  | VVV            | 1–0     | MVV            | Hovens                                                                              |                                                                            |
| 1918/19 | Eerste klasse  | MVV            | 4–1     | VVV            | Huub Felix, Van Marle, Hoenings, Jenne Ulrich                                       | Gerard Breuers                                                             |
| 1919/20 | Eerste klasse  | MVV            | 2–0     | VVV            | Sjo Soons, Jole                                                                     |                                                                            |
| 1919/20 | Eerste klasse  | VVV            | 1–2     | MVV            | Wiel Dielen                                                                         | Huub Felix (2x)                                                            |
| 1920/21 | Eerste klasse  | MVV            | 1–3     | VVV            | Mesters                                                                             | Wiel Dielen (2x), Jeu Delsing                                              |
| 1920/21 | Eerste klasse  | VVV            | 1–4     | MVV            | Onbekend                                                                            | Van Oppen (2x), Hake, Hoenings                                             |
| 1921/22 | Eerste klasse  | VVV            | 0–0     | MVV            |                                                                                     |                                                                            |
| 1921/22 | Eerste klasse  | MVV            | 6–1     | VVV            | Delnoz (2x), Huub Felix (2x), Mesters, Sjo Soons                                    | Peetjens                                                                   |
| 1942/43 | KNVB Beker     | VVV            | 0–2     | MVV            |                                                                                     | Coenen, Van Aerssen                                                        |
| 1945/46 | Eerste klasse  | MVV            | 8–3     | VVV            | André Berkhof (3x), Aaldrik Tap (3x), Harrie Verdonschot (2x)                       | Frans van der Veen, Boy Joosten, Nol Verbruggen                            |
| 1945/46 | Eerste klasse  | VVV            | 3–3     | MVV            | Harry Kliphuis (2x), Gijs Nass                                                      | Harrie Verdonschot, André Ravestijn, André Berkhof                         |
| 1947/48 | Eerste klasse  | MVV            | 4–2     | VVV            | Van Dijk (2x), Jef Dresens, Pie Kaanen                                              | Gijs Nass, Bart Carlier                                                    |
| 1947/48 | Eerste klasse  | VVV            | 2–1     | MVV            | Bart Carlier, Jeu Sijbers                                                           | Pie Kaanen                                                                 |
| 1948/49 | Eerste klasse  | MVV            | 1–0     | VVV            | Sjeng van Est                                                                       |                                                                            |
| 1948/49 | Eerste klasse  | VVV            | 0–1     | MVV            |                                                                                     | Harrie Verdonschot                                                         |
| 1949/50 | Eerste klasse  | MVV            | 3–0     | VVV            | Harrie Verdonschot (2x), Jef Dresens                                                |                                                                            |
| 1949/50 | Eerste klasse  | VVV            | 3–2     | MVV            | Gijs Nass, Pierre van Rhee, Jan Sampers                                             | André Ravestijn, André Berkhof                                             |
| 1950/51 | Eerste klasse  | VVV            | 3–1     | MVV            | Bart Carlier, Pierre van Rhee, Jeu Sijbers                                          | Bronckers                                                                  |
| 1950/51 | Eerste klasse  | MVV            | 3–2     | VVV            | Albert Ummels (2x), Bronckers                                                       | Jeu Sijbers, Bart Carlier                                                  |
| 1952/53 | Eerste klasse  | MVV            | 2–2     | VVV            | Gerrie Reijnders, André Ravestijn                                                   | Jeu Sijbers, Pierre van Rhee                                               |
| 1952/53 | Eerste klasse  | VVV            | 3–1     | VVV            | Hay Nijholt (3x)                                                                    | Harrie Verdonschot                                                         |
| 1956/57 | Eredivisie     | VVV            | 1–3     | MVV            | Leo Snijders                                                                        | Frans Rutten, Jeu van Bun, Chris Coenen                                    |
| 1956/57 | Eredivisie     | MVV            | 1–0     | VVV            | Chris Coenen                                                                        |                                                                            |
| 1957/58 | Eredivisie     | VVV            | 0–1     | MVV            |                                                                                     | Georg Hecht                                                                |
| 1957/58 | Eredivisie     | MVV            | 0–1     | VVV            |                                                                                     | Jozef Theuws                                                               |
| 1958/59 | Eredivisie     | VVV            | 1–1     | MVV            | Jan Klaassens                                                                       | Mathieu Kraft                                                              |
| 1958/59 | Eredivisie     | MVV            | 6–2     | VVV            | Gerard Bergholtz (2x), André Maas (2x), Piet Rondagh (2x)                           | Hans Sleven, Ludwig Zorgvliet                                              |
| 1959/60 | Eredivisie     | VVV            | 4–1     | MVV            | Cor de Meulemeester (2x), Hans Sleven, Frans de Bruin                               | Chris Coenen                                                               |
| 1959/60 | Eredivisie     | MVV            | 1–2     | VVV            | Albert Ummels                                                                       | Hans Sleven, Jozef Theuws                                                  |
| 1960/61 | Eredivisie     | MVV            | 0–3     | VVV            |                                                                                     | Herman Teeuwen (2x), Cor de Meulemeester                                   |
| 1960/61 | Eredivisie     | VVV            | 6–2     | MVV            | Cor de Meulemeester (2x), Willy Erkens (2x), Jan Schatorjé, Hans Sleven             | Frans Rutten (2x)                                                          |
| 1961/62 | Eredivisie     | MVV            | 1–0     | MVV            | Bert Willems                                                                        |                                                                            |
| 1961/62 | Eredivisie     | VVV            | 2–3     | MVV            | Jan van den Heuvel (2x)                                                             | Bert Willems, Giel Haenen, Nico Mares                                      |
| 1971/72 | KNVB Beker     | FC VVV         | 0–1     | MVV            |                                                                                     | Willy Brokamp                                                              |
| 1978/79 | Eredivisie     | MVV            | 1–1     | FC VVV         | Janusz Kowalik                                                                      | André Oostrom                                                              |
| 1978/79 | Eredivisie     | FC VVV         | 0–2     | MVV            |                                                                                     | Barry Hulshoff, Frans Roosen                                               |
| 1982/83 | Eerste divisie | FC VVV         | 1–2     | MVV            | Frank Verbeek                                                                       | Robin Turner, Jack Linders                                                 |
| 1982/83 | Eerste divisie | MVV            | 3–1     | FC VVV         | Willy van Bommel (2x), Marcel Adam                                                  | Willy Bothmer                                                              |
| 1982/83 | Nacompetitie   | MVV            | 0–1     | FC VVV         |                                                                                     | Hans Coort                                                                 |
| 1982/83 | Nacompetitie   | FC VVV         | 0–2     | MVV            |                                                                                     | Jean Maas, John Massot                                                     |
| 1983/84 | Eerste divisie | MVV            | 4–1     | FC VVV         | Jean Maas, Adri van Staveren, Marcel Adam, Dick Nanninga                            | Frank Verbeek                                                              |
| 1983/84 | Eerste divisie | FC VVV         | 1–5     | MVV            | Mario Verlijsdonk                                                                   | Paul Penders (2x), Jos Rutten (e.d.), Huub Driessen, Willy van Bommel      |
| 1985/86 | Eredivisie     | MVV            | 3–1     | VVV            | Søren Busk, Huub Smeets, Adri van Staveren                                          | Guido Kopp                                                                 |
| 1985/86 | Eredivisie     | VVV            | 1–0     | MVV            | Remy Reijnierse                                                                     |                                                                            |
| 1988/89 | Eredivisie     | VVV            | 1–1     | MVV            | Jos Rutten                                                                          | Hans Vincent                                                               |
| 1988/89 | Eredivisie     | MVV            | 2–0     | VVV            | Frank Verbeek, Reginald Thal                                                        |                                                                            |
| 1991/92 | Eredivisie     | MVV            | 1–0     | VVV            | Erik Meijer                                                                         |                                                                            |
| 1991/92 | Eredivisie     | VVV            | 0–4     | MVV            |                                                                                     | Erik Meijer, Maurice Hofman, Hans Visser, Reginald Thal                    |
| 1993/94 | Eredivisie     | VVV            | 1–7     | MVV            | Louis Laros                                                                         | Hans Visser (3x), Richard Roelofsen (2x), Maurice Hofman, Roberto Lanckohr |
| 1993/94 | Eredivisie     | MVV            | 0–0     | VVV            |                                                                                     |                                                                            |
| 1994/95 | KNVB Beker     | VVV            | 1–1     | MVV            | Dogan Corneille                                                                     | Roberto Lanckohr                                                           |
| 1995/96 | Eerste divisie | MVV            | 1–1     | VVV            | Maurice Hofman                                                                      | Gerald Sibon                                                               |
| 1995/96 | Eerste divisie | VVV            | 6–0     | MVV            | Michael Evans (2x), Gerald Sibon, Juno Verberne, Dogan Corneille, Menno van Appelen |                                                                            |
| 1996/97 | Eerste divisie | VVV            | 2–0     | MVV            | Milco Pieren, Menno van Appelen                                                     |                                                                            |
| 1996/97 | Eerste divisie | MVV            | 2–0     | VVV            | Denny Landzaat, Rik Platvoet                                                        |                                                                            |
| 1998/99 | KNVB Beker     | VVV            | 1–1     | MVV            | Maurice Hofman                                                                      | Jerry de Jong                                                              |
| 2000/01 | KNVB Beker     | MVV            | 0–1     | VVV            |                                                                                     | Niki Leferink                                                              |
| 2000/01 | Eerste divisie | VVV            | 2–0     | MVV            | Chima Onyeike, Maurice Graef                                                        |                                                                            |
| 2000/01 | Eerste divisie | MVV            | 4–0     | VVV            | Wasiu Taiwo, Anton Vriesde, Jeroen van Staveren, Davy Heyman                        |                                                                            |
| 2001/02 | Eerste divisie | VVV            | 2–1     | MVV            | Maurice Graef, Remco Evers                                                          | Cédric Van der Elst                                                        |
| 2001/02 | Eerste divisie | MVV            | 0–1     | VVV            |                                                                                     | Bernard Hofstede                                                           |
| 2002/03 | Eerste divisie | VVV            | 0–1     | MVV            |                                                                                     | Wasiu Taiwo                                                                |
| 2002/03 | Eerste divisie | MVV            | 1–2     | VVV            | Tomas Daumantas                                                                     | Marcel Meeuwis, Bas Jacobs                                                 |
| 2003/04 | Eerste divisie | VVV-Venlo      | 1–0     | MVV            | Paul Jans                                                                           |                                                                            |
| 2003/04 | Eerste divisie | MVV            | 2–1     | VVV-Venlo      | Fabio Caracciolo, Sjoerd Winkens                                                    | Bas Jacobs                                                                 |
| 2004/05 | Eerste divisie | VVV-Venlo      | 1–0     | MVV            | Paul Jans                                                                           |                                                                            |
| 2004/05 | Eerste divisie | MVV            | 0–0     | VVV-Venlo      |                                                                                     |                                                                            |
| 2005/06 | Eerste divisie | MVV            | 2–0     | VVV-Venlo      | Fabio Caracciolo, Dražen Brnčić                                                     |                                                                            |
| 2005/06 | Eerste divisie | VVV-Venlo      | 1–3     | MVV            | Willem Janssen                                                                      | Harrie Gommans, Mark Luijpers, Dražen Brnčić                               |
| 2006/07 | Eerste divisie | MVV            | 0–0     | VVV-Venlo      |                                                                                     |                                                                            |
| 2006/07 | Eerste divisie | VVV-Venlo      | 0–0     | MVV            |                                                                                     |                                                                            |
| 2008/09 | Eerste divisie | VVV-Venlo      | 2–2     | MVV            | Rachid Ofrany, Keisuke Honda                                                        | Tom Daemen, Laurent Castellana                                             |
| 2008/09 | Eerste divisie | MVV            | 2–0     | VVV-Venlo      | Gunter Thiebaut (2x)                                                                |                                                                            |
| 2013/14 | Eerste divisie | MVV Maastricht | 1–3     | VVV-Venlo      | Sven Braken                                                                         | Yūki Ōtsu, Prince Rajcomar, Leon de Kogel                                  |
| 2013/14 | Eerste divisie | VVV-Venlo      | 2–0     | MVV Maastricht | Leon de Kogel (2x)                                                                  |                                                                            |
| 2014/15 | Eerste divisie | MVV Maastricht | 0–0     | VVV-Venlo      |                                                                                     |                                                                            |
| 2014/15 | Eerste divisie | VVV-Venlo      | 3–0     | MVV Maastricht | Gianluca Nijholt (2x), Jerold Promes                                                |                                                                            |
| 2015/16 | Eerste divisie | VVV-Venlo      | 3–0     | MVV Maastricht | Vito van Crooij (2x), Ralf Seuntjens                                                |                                                                            |
| 2015/16 | Eerste divisie | MVV Maastricht | 1–3     | VVV-Venlo      | Jordy Croux                                                                         | Ralf Seuntjens (2x), Vito van Crooij                                       |
| 2016/17 | Eerste divisie | MVV Maastricht | 1–2     | VVV-Venlo      | Nick Kuipers                                                                        | Danny Post, Moreno Rutten                                                  |
| 2016/17 | Eerste divisie | VVV-Venlo      | 2–1     | MVV Maastricht | Johnatan Opoku, Ralf Seuntjens                                                      | Ricardo Ippel                                                              |
| 2021/22 | Eerste divisie | VVV-Venlo      | 2–0     | MVV Maastricht | Tristan Dekker, Carl Johansson                                                      |                                                                            |
| 2021/22 | Eerste divisie | MVV Maastricht | 0–5     | VVV-Venlo      | Rayan El Azrak (3x), Nick Venema, Sven Braken                                       |                                                                            |
| 2022/23 | Eerste divisie | VVV-Venlo      | 2–1     | MVV Maastricht | Robert Klaasen, Nick Venema                                                         | Ruben van Bommel                                                           |
| 2022/23 | Eerste divisie | MVV Maastricht | 0–1     | VVV-Venlo      |                                                                                     | Martijn Berden                                                             |
| 2023/24 | Eerste divisie | VVV-Venlo      | 1–3     | MVV Maastricht | Simon Janssen                                                                       | Ferre Slegers, Marko Kleinen, Koen Kostons                                 |
| 2023/24 | Eerste divisie | MVV Maastricht | 2–0     | VVV-Venlo      | Dailon Livramento, Bryan Smeets                                                     |                                                                            |
| 2024/25 | Eerste divisie | MVV Maastricht | 2–0     | VVV-Venlo      | Ilano Silva Timas, Sven Braken                                                      |                                                                            |
| 2024/25 | Eerste divisie | VVV-Venlo      | 0–0     | MVV Maastricht |                                                                                     |                                                                            |
| 2025/26 | Eerste divisie | VVV-Venlo      | n.n.b.  | MVV Maastricht |                                                                                     |                                                                            |
| 2025/26 | Eerste divisie | MVV Maastricht | n.n.b.  | VVV-Venlo      |                                                                                     |                                                                            |

#### Wedstrijdstatistieken
| Wedstrijdstatistieken | Wedstrijdstatistieken | Wedstrijdstatistieken | Wedstrijdstatistieken | Wedstrijdstatistieken | Wedstrijdstatistieken | Wedstrijdstatistieken |
| Competitie            | Wedst.                | MVV                   | Gelijk                | VVV                   | DMVV                  | DVVV                  |
| --------------------- | --------------------- | --------------------- | --------------------- | --------------------- | --------------------- | --------------------- |
| Eredivisie            | 22                    | 12                    | 4                     | 6                     | 41                    | 27                    |
| Eerste divisie        | 40                    | 14                    | 7                     | 19                    | 47                    | 55                    |
| Eerste klasse         | 28                    | 18                    | 4                     | 6                     | 71                    | 36                    |
| Tweede klasse         | 4                     | 2                     | 1                     | 1                     | 8                     | 4                     |
| KNVB Beker            | 7                     | 3                     | 2                     | 2                     | 8                     | 6                     |
| Nacompetitie          | 2                     | 1                     | 0                     | 1                     | 2                     | 1                     |
| TOTAAL                | 103                   | 50                    | 18                    | 35                    | 177                   | 129                   |

### Roda JC Kerkrade – VVV-Venlo
| Seizoen | Competitie     | Thuisploeg       | Uitslag | Uitploeg         | Doelpuntenmakers                                              | Doelpuntenmakers                                                               |
| Seizoen | Competitie     | Thuisploeg       | Uitslag | Uitploeg         | Thuisploeg                                                    | Uitploeg                                                                       |
| ------- | -------------- | ---------------- | ------- | ---------------- | ------------------------------------------------------------- | ------------------------------------------------------------------------------ |
| 1962/63 | Eerste divisie | Roda JC          | 1–1     | VVV              | Joseph Büttgen                                                | Hans Sleven                                                                    |
| 1962/63 | Eerste divisie | VVV              | 0–3     | Roda JC          |                                                               | Piet Amkreutz, Toon Ederveen, Mathieu van Mouche                               |
| 1964/65 | KNVB Beker     | VVV              | 1–2     | Roda JC          | Cor de Meulemeester                                           | Piet Verbunt, Herbert Kriescher                                                |
| 1966/67 | Tweede divisie | Roda JC          | 2–2     | FC VVV           | Walter Kousen, Frans Roemgens                                 | Jan Verbong, Frans Derix                                                       |
| 1966/67 | Tweede divisie | FC VVV           | 0–2     | Roda JC          |                                                               | Horst Gnielka, Wim Langenhuizen                                                |
| 1968/69 | Tweede divisie | FC VVV           | 1–2     | Roda JC          | Don Burhenne                                                  | Hens Fischer, Leo van der Linden                                               |
| 1968/69 | Tweede divisie | Roda JC          | 6–2     | FC VVV           | Uwe Blotenberg (3x), Horst Gnielka (2x), John Pfeiffer        | Frans Derix (2x)                                                               |
| 1969/70 | Tweede divisie | FC VVV           | 1–1     | Roda JC          | Ves Jacobs                                                    | Jan Deswijzen                                                                  |
| 1969/70 | Tweede divisie | Roda JC          | 1–0     | FC VVV           | John Meuser                                                   |                                                                                |
| 1970/71 | Tweede divisie | Roda JC          | 1–0     | FC VVV           | Josef Martinelli                                              |                                                                                |
| 1970/71 | Tweede divisie | FC VVV           | 1–1     | Roda JC          | Harrie Heijnen                                                | Jan Deswijzen                                                                  |
| 1971/72 | Eerste divisie | Roda JC          | 2–1     | FC VVV           | Hens Fischer, Willy Coolen                                    | Harrie Heijnen                                                                 |
| 1971/72 | Eerste divisie | FC VVV           | 2–2     | Roda JC          | Jac Weeres, Sjef Blatter                                      | Henk van Rooij (2x)                                                            |
| 1972/73 | Eerste divisie | FC VVV           | 1–1     | Roda JC          | Harrie Heijnen                                                | Hens Fischer                                                                   |
| 1972/73 | Eerste divisie | Roda JC          | 0–0     | FC VVV           |                                                               |                                                                                |
| 1976/77 | Eredivisie     | FC VVV           | 1–2     | Roda JC          | Stefan Kurcinac                                               | Dick Nanninga, Gerard van der Lem                                              |
| 1976/77 | Eredivisie     | Roda JC          | 1–0     | FC VVV           | Dick Nanninga                                                 |                                                                                |
| 1977/78 | Eredivisie     | FC VVV           | 0–5     | Roda JC          |                                                               | Johan Toonstra, Theo de Jong, Adrie Koster, Pierre Vermeulen, Terry Lees       |
| 1977/78 | Eredivisie     | Roda JC          | 2–1     | FC VVV           | Dick Nanninga, Johan Toonstra                                 | Lorenz Hilkes                                                                  |
| 1978/79 | Eredivisie     | Roda JC          | 2–1     | FC VVV           | Theo de Jong, Terry Lees                                      | Henk Janssen                                                                   |
| 1978/79 | Eredivisie     | FC VVV           | 1–0     | Roda JC          | Stanley Bish                                                  |                                                                                |
| 1985/86 | Eredivisie     | VVV              | 2–1     | Roda JC          | Ger van Rosmalen, Stan Valckx                                 | Ron Jans                                                                       |
| 1985/86 | Eredivisie     | Roda JC          | 3–1     | VVV              | Edwin Gorter, Martin van Geel, René Hofman                    | Frank Verbeek                                                                  |
| 1986/87 | Eredivisie     | VVV              | 0–4     | Roda JC          |                                                               | Gène Hanssen, Henny Meijer, Motti Ivanir, Danny Hoekman                        |
| 1986/87 | Eredivisie     | Roda JC          | 1–1     | VVV              | Gène Hanssen                                                  | Jos Rutten                                                                     |
| 1986/87 | Nacompetitie   | Roda JC          | 1–1     | VVV              | Henny Meijer                                                  | John Lammers                                                                   |
| 1986/87 | Nacompetitie   | VVV              | 1–3     | Roda JC          | Frans Nijssen                                                 | Henny Meijer (2x), Raymond Smeets                                              |
| 1987/88 | Eredivisie     | Roda JC          | 0–0     | VVV              |                                                               |                                                                                |
| 1987/88 | Eredivisie     | VVV              | 0–0     | Roda JC          |                                                               |                                                                                |
| 1987/88 | KNVB Beker     | Roda JC          | 3–1 nv  | VVV              | Michel Boerebach, Raymond Smeets, Manuel Sánchez Torres       | Remy Reijnierse                                                                |
| 1988/89 | Eredivisie     | VVV              | 2–2     | Roda JC          | Bert Verhagen, René Eijer                                     | Henk Fraser, Frits Nöllgen                                                     |
| 1988/89 | Eredivisie     | Roda JC          | 2–1     | VVV              | John van Loen, Manuel Sánchez Torres                          | Remy Reijnierse                                                                |
| 1991/92 | Eredivisie     | VVV              | 1–3     | Roda JC          | Michel Langerak                                               | Wilson Ajah Ogechukwu (2x), René Hofman                                        |
| 1991/92 | Eredivisie     | Roda JC          | 3–2     | VVV              | Jos Rutten (e.d.), Berthil ter Avest, René Hofman             | Rob van der Kaay, Harold Derix                                                 |
| 1993/94 | Eerste divisie | Roda JC          | 0–0     | VVV              |                                                               |                                                                                |
| 1993/94 | Eerste divisie | VVV              | 2–2     | VVV              | Pieter van Leenders, Gène Hanssen                             | Barry van Galen, Mark Luijpers                                                 |
| 1995/96 | KNVB Beker     | VVV              | 0–2     | Roda JC          |                                                               | Maurice Graef, Johan de Kock                                                   |
| 2007/08 | Eredivisie     | VVV-Venlo        | 3–5     | Roda JC          | Leon Kantelberg, Edwin Linssen, Nordin Amrabat                | Andres Oper (2x), Jeanvion Yulu-Matondo (2x), Dieter Van Tornhout              |
| 2007/08 | Eredivisie     | Roda JC          | 4–1     | VVV-Venlo        | Marcel Meeuwis, Roland Lamah, Boldizsár Bodor, Anouar Hadouir | Karim Soltani                                                                  |
| 2009/10 | Eredivisie     | VVV-Venlo        | 1–1     | Roda JC          | Ken Leemans                                                   | Morten Skoubo                                                                  |
| 2009/10 | Eredivisie     | Roda JC          | 4–2     | VVV-Venlo        | Willem Janssen, Jan-Paul Saeijs, Mads Junker, Morten Skoubo   | Alexander Emenike, Gonzalo García García                                       |
| 2010/11 | Eredivisie     | VVV-Venlo        | 0–4     | Roda JC Kerkrade |                                                               | Mads Junker (2x), Willem Janssen, Laurent Delorge                              |
| 2010/11 | Eredivisie     | Roda JC Kerkrade | 5–2     | VVV-Venlo        | Mads Junker (3x), Rob Wielaert, Pa Modou Kah                  | Michael Timisela, Michael Uchebo                                               |
| 2011/12 | Eredivisie     | VVV-Venlo        | 2–0     | Roda JC Kerkrade | Barry Maguire, Bryan Linssen                                  |                                                                                |
| 2011/12 | Eredivisie     | Roda JC Kerkrade | 3–1     | VVV-Venlo        | Sanharib Malki (2x), Davy De Beule                            | Maya Yoshida                                                                   |
| 2012/13 | Eredivisie     | Roda JC Kerkrade | 3–0     | VVV-Venlo        | Sanharib Malki (2x), Mark-Jan Fledderus                       |                                                                                |
| 2012/13 | Eredivisie     | VVV-Venlo        | 2–4     | Roda JC Kerkrade | Bryan Linssen, Barry Maguire                                  | Mikołaj Lebedyński, Laurent Delorge, Mark-Jan Fledderus, Arnaud Djoum Sutchuin |
| 2014/15 | Eerste divisie | VVV-Venlo        | 1–1     | Roda JC Kerkrade | Randy Wolters                                                 | Frank Demouge                                                                  |
| 2014/15 | Eerste divisie | Roda JC Kerkrade | 2–1     | VVV-Venlo        | Guy Ramos, Edwin Gyasi                                        | Aziz Khalouta                                                                  |
| 2017/18 | Eredivisie     | Roda JC Kerkrade | 0–1     | VVV-Venlo        |                                                               | Clint Leemans                                                                  |
| 2017/18 | Eredivisie     | VVV-Venlo        | 1–4     | Roda JC Kerkrade | Torino Hunte                                                  | Jannes Vansteenkiste, Adil Auassar, Dani Schahin, Mario Engels                 |
| 2021/22 | Eerste divisie | Roda JC Kerkrade | 0–0     | VVV-Venlo        |                                                               |                                                                                |
| 2021/22 | Eerste divisie | VVV-Venlo        | 1–1     | Roda JC Kerkrade | Nick Venema                                                   | Dylan Vente                                                                    |
| 2022/23 | Eerste divisie | Roda JC Kerkrade | 4–1     | VVV-Venlo        | Dylan Vente (2x), Romano Postema, Bryan Limbombe              | Sven Braken                                                                    |
| 2022/23 | Eerste divisie | VVV-Venlo        | 1–1     | Roda JC Kerkrade | Rick Ketting                                                  | Dylan Vente                                                                    |
| 2023/24 | Eerste divisie | VVV-Venlo        | 1–1     | Roda JC Kerkrade | Pepijn Doesburg                                               | Brian Koglin                                                                   |
| 2023/24 | Eerste divisie | Roda JC Kerkrade | 2–1     | VVV-Venlo        | Joey Müller, Boyd Reith                                       | Martijn Berden                                                                 |
| 2024/25 | Eerste divisie | VVV-Venlo        | 1–1     | Roda JC Kerkrade | Tim Braem                                                     | Jay Kruiver                                                                    |
| 2024/25 | Eerste divisie | Roda JC Kerkrade | 1–4     | VVV-Venlo        | Saydou Bangura                                                | Simon Janssen, Naïm Matoug, Navarone Foor, Gabin Blancquart                    |
| 2025/26 | Eerste divisie | VVV-Venlo        | n.n.b.  | Roda JC Kerkrade |                                                               |                                                                                |
| 2025/26 | Eerste divisie | Roda JC Kerkrade | n.n.b.  | VVV-Venlo        |                                                               |                                                                                |

#### Wedstrijdstatistieken
| Wedstrijdstatistieken | Wedstrijdstatistieken | Wedstrijdstatistieken | Wedstrijdstatistieken | Wedstrijdstatistieken | Wedstrijdstatistieken | Wedstrijdstatistieken |
| Competitie            | Wedst.                | RJC                   | Gelijk                | VVV                   | DRJC                  | DVVV                  |
| --------------------- | --------------------- | --------------------- | --------------------- | --------------------- | --------------------- | --------------------- |
| Eredivisie            | 30                    | 19                    | 7                     | 4                     | 70                    | 32                    |
| Eerste divisie        | 16                    | 5                     | 10                    | 1                     | 23                    | 17                    |
| Tweede divisie        | 8                     | 5                     | 3                     | 0                     | 16                    | 7                     |
| KNVB Beker            | 3                     | 3                     | 0                     | 0                     | 7                     | 2                     |
| Nacompetitie          | 2                     | 1                     | 1                     | 0                     | 4                     | 2                     |
| TOTAAL                | 59                    | 33                    | 21                    | 5                     | 120                   | 60                    |